# Erich Manhardt
Erich Manhardt (* 16. Oktober 1902 in Wien; † 4. August 1973) war ein österreichischer Bankmanager.
Er war im öffentlichen Auftrag jahrzehntelang Vorsitzender der Kreditlenkungkommission und später der ERP-Kreditkommission. 
Im Bereich der gewerblichen Kreditgenossenschaften war er kurz nach dem Zweiten Weltkrieg mehr als ein Viertel Jahrhundert lang Vorstandsvorsitzender und später auch Generaldirektor der Österreichischen Volksbanken-Aktiengesellschaft und Mitglied des Vorstandes des Österreichischen Genossenschaftsverbandes. 
Weiters fungierte eine Zeit lang als Vorstandsmitglied und später als Vorsitzender des Aufsichtsrates der Bausparkasse Wüstenrot.

## Leben und Ausbildung
Erich Manhardt, Edler von Mannstein, wurde als Sohn eines Hofbeamten in Wien geboren und verbrachte dort seine Kindheit und Jugend. Nach der Reifeprüfung mit Auszeichnung besuchte er den Abiturientenkurs an der Hochschule für Welthandel und ergänzte diese Ausbildung durch juridische Studien.

## Berufliche Tätigkeit
Ab 1922 eignete er sich im Bankhaus Schelhammer & Schattera die Ausbildung in allen Bereichen des Bankwesens an und wurde dort 1933 zum Kollektivprokuristen bestellt.
Die Kriegsereignisse führten ihn 1945 über Anordnung der Behörden zur Ausweichstelle seiner Bank nach Vöcklabruck, wo er Ende April dienstverpflichtet und mit der Leitung der Volksbank Vöcklabruck betraut wurde. 1946 schied er bei seinem bisherigen Arbeitgeber aus und stellte seine Arbeitskraft ab diesem Zeitpunkt in den Dienst der gewerblichen Kreditgenossenschaften in Österreich.
Karl Lakowitsch, der mit der Verwaltung der Zentralgenossenschaftskasse in Wien (später ÖVAG) betraut war, bestellte Manhardt mit 1. Februar 1947 zum Leiter der Zentralgenossenschaftskasse, wo er im Mai 1948 zum hauptamtlichen Vorstandsmitglied und Obmann des Vorstandes gewählt wurde und diese Funktion bis Ende 1972 ausübte.
Unter seiner Führung wurde die Österreichische Zentralgenossenschaftskasse 1955 in die Zentralkasse der Volksbanken Österreichs umbenannt und gegen Ende der 1960er-Jahre die Umwandlung in eine Aktiengesellschaft vorbereitet, die allerdings erst nach seinem Tod realisiert wurde.
Er wirkte in der Bank und darüber hinaus im öffentlichen Auftrag am Wiederaufbau der Wirtschaft Österreichs und der Neuordnung der Währungsverhältnisse mit. 1951 wurde er von der Österreichischen Bundesregierung zum Mitglied der Kreditlenkungskommission ernannt war dann von 1953 bis 1962 Vorsitzender des Gremiums. In der Nachfolgeorganisation, der ERP-Kreditkommission wirkte er bis 1970 als Vorsitzender und dann als stellvertretender Vorsitzender.
Als anerkannter Bankfachmann wurde er in den Vorstand der Österreichischen Bankwissenschaftlichen Gesellschaft und als Schiedsrichter der Wiener Börse berufen.
In der Sektion Geld, Kredit, Versicherungswesen der Bundeswirtschaftskammer wahrte er als Vorsteher des Fachverbandes die Interessen der gewerblichen Kreditgenossenschaften in Österreich, als Mitglied des Comité Central der Confédération Internationale du Crédit Populaire (heute CIBP) vertrat er die österreichischen Volksbanken in der internationalen Gemeinschaft der Volksbanken.
Manhardt übte zahlreiche Funktionen als Vorstands- bzw. Aufsichtsratsmitglied aus:
- Vorstandsobmann und später Generaldirektor der Österreichischen Zentralgenossenschaftskasse (ab 1955 Zentralkasse der österreichischen Volksbanken)
- Vorstandsmitglied und später Vorsitzender des Aufsichtsrates der Bausparkasse Wüstenrot
- Vorstandsmitglied der Apell-Kunden-Kredit
- Vorstandsmitglied der Volksbank Wien-Mitte
- Vorstandsmitglied der Gewerbe- und Handelsbank AG in Wien
- Vorstandsmitglied des Lieferungsunternehmens der Kleidermacher AG
- Aufsichtsratsmitglied der Genossenschaftlichen Zentralbank AG
- Aufsichtsratsmitglied der Gesellschaft zur Förderung mittelständischer Betriebe der gewerblichen Wirtschaft
- Aufsichtsratsmitglied der Wiener Genossenschaftsbank
- Aufsichtsratsmitglied des Österreichischen Volkswohnungswerkes
- Aufsichtsratsmitglied der Kreditgenossenschaft für Gewerbetreibende
- Aufsichtsratsmitglied der Volksbank Salzburg
- Aufsichtsratsmitglied der Volksbank St. Pölten.

## Auszeichnungen
- Julius-Raab-Medaille (1972)
- Gravierter Ehrenbecher des Landes Salzburg (1972)
- Stadtsiegel in Silber der Stadt Salzburg (1970)
- Großes Silbernes Ehrenzeichen für Verdienste um die Republik Österreich (1968)
- Großes Ehrenzeichen in Gold des Österreichischen Genossenschaftsverbandes (1962)
- Großes Ehrenzeichen für Verdienste um die Republik Österreich (1961)
- Goldene Schulze-Delitzsch-Medaille des Deutschen Genossenschaftsverbandes (1958)
- Berufstitel Kommerzialrat (1956)